# Star Ocean (игра)
Star Ocean (яп. スターオーシャン Сута: О:сян, Звёздный океан) — японская ролевая игра с элементами экшна, первая игра в серии Star Ocean. Игра была разработана студией tri-Ace для платформы Super Nintendo Entertainment System и издана Enix только в Японии 19 июля 1996 года. Игра содержит наработки студии Wolf Team, которую покинули основатели tri-Ace, для игры Tales of Phantasia. Картридж с игрой содержал чип S-DD1, который позволял декодировать сжатые данные «на лету», напрямую передавая их видеоконтроллеру консоли, позволяя выдавать предельную для SNES графику. Также игра содержала речь во вступлении и в сражениях, что было редкостью для игр на данной системе.
27 декабря 2007 года вышел ремейк игры под названием Star Ocean: First Departure для платформы PlayStation Portable. В ремейке использовался улучшенный движок второй части, диалоги стали озвучены, появились анимационные ролики, созданные студией Production I.G, а также новые персонажи. 21 и 24 октября 2008 года ремейк вышел в Северной Америке и Европе соответственно, это был первый официальный релиз игры за пределами Японии. Версия этого ремейка для PlayStation 4 и Nintendo Switch вышла 5 декабря 2019 года под названием Star Ocean: First Departure R.

## Игровой процесс
Star Ocean представляет собой японскую ролевую игру с видом сверху. Битвы в игре носят, как правило, случайный характер. Сражения проходят на отдельном экране в изометрии, в реальном времени. Игрок в сражении контролирует одного персонажа, остальные управляются ИИ, тем не менее игрок может отдавать команды или переключить управление на любого персонажа. Игрок может выбирать изначальное расположение персонажей на поле боя и их стратегию. В игре представлено 11 игровых персонажей (13 в версии для PSP), но в группу игрока одновременно может войти только 8, из которых только 4 участвуют в поединках. Персонажи присоединяются к группе игрока в результате действий игрока или наличия в группе других персонажей. Между различными сочетаниями персонажей в городах могут происходить различные взаимодействия, так называемые «индивидуальные действия» (англ. private actions), также наличие персонажей в группе влияет на игровую концовку.
С повышением уровней, персонажи получают очки способностей, которые могут быть потрачены на улучшение способностей персонажа, часть из которых нужны в сражениях, часть улучшает характеристики персонажа, а часть нужна для создания предметов. Развитие способностей персонажей также влияет на игровую концовку. Созданием предметов можно улучшить оружие и броню персонажей, приготовить еду или лекарства, а также вещи способные нанести урон врагу.

## Сюжет

### Персонажи
Роддик Ферренс (яп. ラティクス・ファーレンス Ратикусу Фа:рэнсу) — протагонист игры. Девятнадцатилетний житель планеты Роак (яп. ローク Ро:ку), расы феллпул, вместе со своими друзьями, Милли и Дорном, ищет лекарство от таинственной болезни охватившей соседний город. В результате поисков он встречает таинственных пришельцев и оказывается в путешествие в пространстве и времени. Озвучен Мамору Мияно в японской и Юрием Ловенталем в английской версии игры.
Милли Чиллет (яп. ミリー・キリート Мири: Кири:то) — подруга Роддика, её отец оказывается поражён вирусом и она вместе с Роддиком и Дорном отправляется на поиски лекарства. Озвучена Хитоми Набатамэ в японской и Кейти Ли в английской версии игры.
Дорн Мартоф (яп. ドーン・マルトー До:н Маруто:) — друг Роддика и Милли, отправляется вместе с ними за лекарством, но сам оказывается заражён. Озвучен Кэнтаро Ито в японской и Ричардом Смоллберрис в английской версии игры.
Роникс Джей. Кенни (яп. ロニキス・J・ケニー Роникусу Джей Кэни:) — землянин, капитан звёздного крейсера «Кальнус», высаживается на Роак для исследования биологического оружия использованного на планете. Озвучен Кэндзи Хамадой в японской и Сэмом Голдом в английской версии игры.
Илия Сильвестри (яп. イリア・シルベストニ Ириа Сирубэсутони) — землянка, учёная с корабля Кальнус, вместе с Рониксом отправляется на Роак. Озвучена Санаэ Кобаяси в японской и Джули Маддаленой в английской версии игры.
Сиус Уоррен (яп. シウス・ウォーレン Сиусу Во:рэн) — воин с Роака, сын генерала Лиаса, помогает Роддику и Илие выполнить работу по доставке. Озвучен Хироки Тоути в японской и Грантом Джорджем в английской версии игры.
Эшли Берндельдт (яп. アシュレイ・バーンベルト Асурэй Ба:нбэруто) — старый воин с Роака ищущий ученика. Озвучен Норио Вакамото в японской и Майклом Макконохи в английской версии игры.
Фиа Мелл (яп. フィア・メル Фиа Мэру) — глава Астральных Рыцарей, имеет напряжённые отношения с Сиусом. Озвучена Мэгуми Тоёгути в японской и Дороти Фан в английской версии игры.
Иошуа Джеранд (яп. ヨシュア・ジェランド Ёсюа Дзэрандо) — представитель ангелоподобной расы, который разыскивает свою сестру с которой был разлучён когда их родители были убиты. Озвучен Дзюн Фукуямаой в японской и Итаном Мюрреем в английской версии игры.
Мавелль Фроессон (яп. マーヴェル・フローズン Ма:вэру Фуро:дзун) — маг, помогла Рониксу и Милли добраться до Иониса. Озвучена Хоуко Кувасимой в японской и Тара Платт в английской версии игры.
Т'ник Аркана (яп. ティニーク・アルカナ Тини:ку Арукана) — линкатроп, способен превращаться в волка. Присоединяется к группе если будет побеждён на арене. Озвучен Тихиро Судзуки в японской и Виком Миньона в английской версии игры.
Периччи (яп. ペリシー Пэриси:) — девушка которую герои спасают из логова пиратов. Озвучена Юкара Томурой в японской и Элилин Пакард в английской версии игры.
Эрис Джеранд (яп. エリス・ジェランド Эрису Дзэрандо) — младшая сестра Иошуа, была похищена в детстве. Доступна только в версии игры для PSP. Озвучена Каной Уэда в японской и Стефани Шех в английской версии игры.
Уэлч Вайнярд (яп. ウェルチ・ビンヤード Вэрути Бинъя:до) — девушка которая скрывает своё происхождение, но её изобретения превосходят все те, что есть на Роаке. Доступна только в версии игры для PSP. Озвучена Томоэ Ханабой в японской и Мелиссой Фан в английской версии игры.

### История
Действие происходит на слаборазвитой планете Роак. Друзья Роддик, Дорн и Милле патрулируют свой городок и спасают его от бандитов, вдруг из соседнего города приходит известие, что там началась эпидемия и туда отправился отец Милли. Через несколько дней приходит письмо от отца Милли, что он изучал болезнь и понял, что заболевание передаётся при физическом контакте, инкубационный период длится несколько дней, а после этого человек превращается в камень. Также он написал, что заражён и не надо за ним идти. Милле бежит к отцу, а Роддик и Дорн за ней. Отец Милле ругает её, ведь он просил не приходить, а также прощается, ведь ему осталось жить совсем мало. Друзья отправляются на вершину горы, где как они считают есть травы способные исцелить больных. По пути на вершину выясняется, что Дорн заразился. Дойдя до вершины, герои не обнаруживают нужных трав, но обнаруживают двух возникших, которые назвали себя развитой цивилизацией и обещали помочь победить эпидемию. Этими людьми оказались земляне Роникс и Илия. Забрав героев на свой корабль Кальнус, земляне пытаются вылечить Дорна, но из-за отличия организма землян и жителей Роака им это не удаётся. Позднее выясняется, что для исцеления им нужен источник заражения, которым является архидемон Асмодиус, живший на Роаке 300 лет назад. Земляне используют портал на открытой ими планете. Роддик, Милли, Роникс и Илия проходят сквозь врата времени, но для этого им приходится оставить всё современное оружие. Оказавшись на Роаке 300 летней давности герои оказываются разделёнными, Роддик с Илией, а Роникс с Милли.

## Отзывы и продажи
| Сводный рейтинг       | Сводный рейтинг | Сводный рейтинг | Сводный рейтинг |
| Издание               | Оценка          | Оценка          | Оценка          |
| Издание               | PS4             | PSP             | SNES            |
| --------------------- | --------------- | --------------- | --------------- |
| GameRankings          | N/A             | 76,94 %         | 93 %            |
| Metacritic            | 73/100          | 74/100          | N/A             |
| Иноязычные издания    |                 |                 |                 |
| Издание               | Оценка          | Оценка          | Оценка          |
| Издание               | PS4             | PSP             | SNES            |
| 1UP.com               | N/A             | B+              | N/A             |
| GameSpot              | N/A             | 6/10            | N/A             |
| GameSpy               | N/A             | [ 25 ]          | N/A             |
| GameZone              | N/A             | 8/10            | N/A             |
| IGN                   | N/A             | 7,4/10          | N/A             |
| Nintendo Life         | N/A             | N/A             | 9/10            |
| RPGamer               | N/A             | [ 17 ]          | N/A             |
| RPGFan                | N/A             | 9,4/10          | N/A             |
| Game Vortex           | N/A             | 81/100          | N/A             |
| Русскоязычные издания |                 |                 |                 |
| Издание               | Оценка          | Оценка          | Оценка          |
| Издание               | PS4             | PSP             | SNES            |
| «Страна игр»          | N/A             | 7,5/10          | N/A             |

Star Ocean был продан тиражом в 235 000 копий в Японии. Star Ocean: First Departure разошёлся в количестве 115 280 копий в Японии к концу 2007 года. На 30 ноября 2008 года было продано 204 996 копий игры в Японии.